# Leopoldo Gaspari
Leopoldo Gaspari (Cortina d'Ampezzo, 29 luglio 1939 – Breuil-Cervinia, 20 gennaio 1967) è stato un bobbista italiano, atleta ampezzano attivo negli anni sessanta.
Nel 1966 vince una medaglia di bronzo nel bob a due e diventa campione italiano di bob a quattro. Nello stesso anno partecipa ai mondiali che si svolgevano a Cortina d'Ampezzo, nella sua pista di casa, e dove segnerà il record di tempo della pista: 1'13"76. In quell'occasione il mondiale fu sospeso per l'uscita di pista del bob Germania II, in cui morì il pilota tedesco Toni Pesenberger. 
L'anno seguente fu vittima di un incidente mortale durante una discesa di prova nel bob a due a Cervinia. La sua slitta uscì dal tracciato e l'atleta morì all'età di 27 anni.